# Гебзе (станція)
40°47′01″ пн. ш. 29°24′41″ сх. д. / 40.783630193982° пн. ш. 29.411517552831° сх. д.
Гебзе (тур. Gebze garı) — станція на залізниці Стамбул-Анкара в Гебзе, Туреччина. 
Розташована між проспектами Плевне та Етем Паша на південний захід від центру міста Гебзе. 
Це була східна кінцева станція приміського сполучення Хайдарпаша до 2013 року, а у 2019 році стала східною кінцевою станцією нової лінії приміської залізниці Мармарай.
Станція Гебзе була відкрита в 1873 році як частину залізниці Константинополь-Ізміт, побудованої урядом Османської імперії. 
 
Анатолійська залізниця (CFOA) взяла на себе управління лінією в 1880 році і продовжила будівництво далі на схід від Ізміта. 
CFOA була націоналізована в 1924 році через Анатолійсько-Багдадську залізницю, яка була поглинена Турецькою державною залізницею (TCDD) у 1927 році. 

29 травня 1969 року було урочисто відкрито приміське сполучення до/з терміналу Хайдарпаша, а лінію було електрифіковано до Гебзе. 

Гебзе став однією з найбільш використовуваних станцій у Туреччині в цей період, оскільки багато пасажирів використовували лінію, щоб дістатися до Стамбула. 
Приміське сполучення було припинено в червні 2013 року, щоб перебудувати станцію для нової лінії приміської залізниці Мармарай, а також нової високошвидкісної залізниці Стамбул-Анкара. 
Станція була знову відкрита 29 жовтня 2014 року з високошвидкісним обслуговуванням YHT до Анкари та Коньї через Ізміт та Ескішехір з Пендіка. 
Послуги Мармарай до Халкали відкрито 12 березня 2019 року.
Станція 1969 року мала дві острівні платформи та чотири колії. 
Відбудована станція має дві острівні та одну берегову платформи з п’ятьма коліями.

## Сервіс
| Попередня станція  | Лінія | Лінія             | Лінія            | Наступна станція    |
| ------------------ | ----- | ----------------- | ---------------- | ------------------- |
| Пендік до Халкали  |       | Yüksek Hızlı Tren |                  | Ізміт до Анкара     |
| Пендік до Халкали  |       | Yüksek Hızlı Tren | Ізміт до Караман |                     |
| Пендік до Халкали  |       | Анкара-Експрес    |                  | Ізміт до Анкара     |
| Кінцева            |       | Ada Express       |                  | Гереке до Адапазари |
| Дариджа до Халкали |       | Мармарай          |                  | Кінцева             |